# Llista d'espècies d'amauròbids

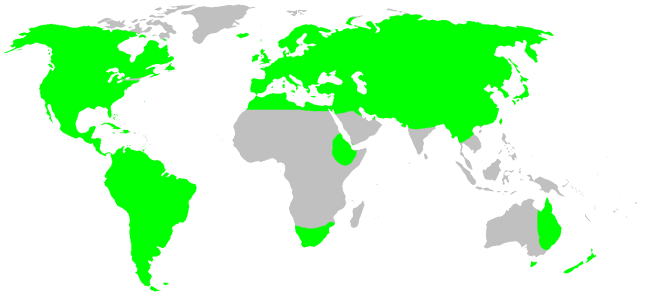
Distribució dels amauròbids

Aquesta és la llista d'espècies d'amauròbids, una família d'aranyes araneomorfes. Conté la informació recollida fins al 28 de novembre de 2006 i hi ha citats 71 gèneres i 643 espècies; d'elles, 132 pertanyen al gènere Coelotes, 107 al Draconarius i 67 a l'Amaurobius. La seva distribució és força extensa, pràcticament per tot Amèrica, Europa, gran part d'Àsia, i algunes zones d'Àfrica i Oceania.
Degut a l'extensió del llistat l'article s'ha dividit en dues parts d'una mida més assequible, seguint l'ordre alfabètic:
- Llista d'espècies d'amauròbids (A-D)
- Llista d'espècies d'amauròbids (D-Z)